# Paul Sigmund
Pavel (Paul) Sigmund (toen: Liebenthal, nu: Liptál ve Slezsku, Moravië, 23 augustus 1892 – Wels, Opper-Oostenrijk, 3 januari 1970) was een Tsjechisch componist, muziekpedagoog en dirigent.

## Levensloop
Sigmund studeerde aan de Hochschule für Musik in Berlijn en heeft 1940 afgestudeerd als Musikmeister. In 1941 werd hij dirigent van het Stabsmusikkorps in Wenen. Na de Tweede Wereldoorlog werd hij directeur van de stedelijke muziekschool in Wels en eveneens dirigent van de Stadtkapelle Wels. In 1954 ging hij met pensioen.
Als componist schreef hij vooral werken voor harmonieorkest.

## Composities

### Werken voor harmonieorkest
- 1959 Ländliche Liebe, ouverture
- Dramatische Ouvertüre
- Romantische Ouvertüre
- Vorspiel zu einer Stelzhammer-Feier

- Virtual International Authority File: 3571152744525527850004